# Provincia Occidental (Islas Salomón)
La Provincia Occidental es la mayor en extensión de las Islas Salomón; su principal archipiélago son las islas Nueva Georgia. Posee muchas pequeñas lagunas y es la mayor receptora de turismo después de la capital del país, Honiara.
La capital provincial es Gizo, una ciudad con 3000 habitantes.

## Islas
- Akara
- Aoa
- Areke
- Faisi
- Fauro
- Gizo
- Ghoi
- Kennedy
- Kiambe
- Kingguru
- Kohinggo
- Kolombangara
- Liapari
- Logha
- Lola (isla)
- Marovo (isla)
- Marovo (laguna)
- Matikuri
- Mbava
- Mborokua
- Mbulo
- Mondomondo
- Mono (isla)
- Nakaza
- Nueva Georgia
- Nggatokae
- Nusatupe
- Ranongga
- Rendova
- Shortland (isla)
- Simbo
- Stirling (isla)
- Telina (isla)
- Tetepare
- Uepi
- Vella Lavella
- Vangunu
- Vonavona

Las denominadas "islas del Tesoro" (Mono y Stirling) están situadas a pocos kilómetros al sur de Bougainville.